# Partecipanti al Tour de France 1949
Qui di seguito viene riportato l'elenco dei partecipanti al Tour de France 1949.

## Corridori per squadra
Nota: R ritirato, NP non partito, FT fuori tempo massimo
| Italia   | Italia               | Italia   | Lussemburgo      | Lussemburgo        | Lussemburgo      | Ovest-Nord       | Ovest-Nord          | Ovest-Nord       |
| -------- | -------------------- | -------- | ---------------- | ------------------ | ---------------- | ---------------- | ------------------- | ---------------- |
| 1        | Gino Bartali         | 2º       | 43               | René Biver         | E 4ª             | 85               | Pierre Cogan        | 10º              |
| 2        | Serafino Biagioni    | 17º      | 44               | Jean Diederich     | 15º              | 86               | Jean-Marie Goasmat  | 22º              |
| 3        | Angelo Brignole      | 53º      | 45               | Marcel Ernzer      | E 11ª            | 87               | Edward Klabiński    | R 5ª             |
| 4        | Fausto Coppi         | 1º       | 46               | Jean Goldschmit    | 8º               | 88               | Roger Le Nizerhy    | R 15ª            |
| 5        | Giovanni Corrieri    | R 12ª    | 47               | Willy Kemp         | E 1ª             | 89               | Ange Le Strat       | NP 8ª            |
| 6        | Guido De Santi       | 55º      | 48               | Jean Kirchen       | 13º              | 90               | Lucien Maelfait     | R 4ª             |
| 7        | Ettore Milano        | 51º      | Paesi Bassi      | Paesi Bassi        | Paesi Bassi      | 91               | André Mahé          | 49º              |
| 8        | Bruno Pasquini       | 24º      | 49               | Henk De Hoog       | E 10ª            | 92               | César Marcelak      | E 19ª            |
| 9        | Luciano Pezzi        | 50º      | 50               | André De Korver    | R 5ª             | 93               | rançois Person      | E 4ª             |
| 10       | Vincenzo Rossello    | 36º      | 51               | Wim De Ruyter      | E 10ª            | 94               | Roger Pontet        | R 5ª             |
| 11       | Mario Ricci          | 41º      | 52               | Jan Lambrichs      | R 5ª             | 95               | Jean Robic          | 4º               |
| 12       | Gino Sciardis        | 12º      | 53               | Hubert Sijen       | R 6ª             | 96               | Eloi Tassin         | E 4ª             |
| Belgio   | Belgio               | Belgio   | 54               | Frans Pauwels      | E 10ª            | Centro-Sud Ovest | Centro-Sud Ovest    | Centro-Sud Ovest |
| 13       | Norbert Gallens      | E 11ª    | Spagna           | Spagna             | Spagna           | 97               | Jean Blanc          | 48º              |
| 14       | Roger Ghyselinck     | E 11ª    | 55               | Julián Berrendero  | R 5ª             | 98               | Roger Buchonnet     | E 2ª             |
| 15       | Raymond Impanis      | R 11ª    | 56               | Bernardo Capó      | E 1ª             | 99               | Robert Desbats      | R 13ª            |
| 16       | Léon Jomaux          | E 4ª     | 57               | Dalmacio Langarica | R 5ª             | 100              | Albert Dolhats      | 42º              |
| 17       | Désiré Keteleer      | 34º      | 58               | Emilio Rodríguez   | R 5ª             | 101              | Custodio Dos Reis   | 54º              |
| 18       | Marcel Kint          | R 19ª    | 59               | Bernardo Ruiz      | R 5ª             | 102              | Marcel Dussault     | R 8ª             |
| 19       | Roger Lambrecht      | 11º      | 60               | José Serra Gil     | R 6ª             | 103              | Bruno Garonzi       | R 3ª             |
| 20       | Florent Mathieu      | 37º      | Cadetti italiani | Cadetti italiani   | Cadetti italiani | 104              | Antoine Gomez       | R 2ª             |
| 21       | Stan Ockers          | 7º       | 61               | Tino Ausenda       | 38º              | 105              | Roger Lévêque       | 31º              |
| 22       | Brik Schotte         | 33º      | 62               | Pino Cerami        | E 4ª             | 106              | Henri Massal        | R 17ª            |
| 23       | Edward Van Dyck      | R 11ª    | 63               | Fiorenzo Magni     | 6ª               | 107              | Paul Pineau         | 39º              |
| 24       | Rik Van Steenbergen  | 29º      | 64               | Alfredo Martini    | E 15ª            | 108              | Georges Ramoulux    | 46º              |
| Francia  | Francia              | Francia  | 65               | Silvio Pedroni     | E 16ª            | Sud-Est          | Sud-Est             | Sud-Est          |
| 25       | Louison Bobet        | R 10ª    | 66               | Armando Peverelli  | E 17ª            | 109              | Pierre Brambilla    | 26º              |
| 26       | Robert Chapatte      | 16º      | Cadetti belgi    | Cadetti belgi      | Cadetti belgi    | 110              | Fermo Camellini     | R 18ª            |
| 27       | Camille Danguillaume | E 10ª    | 67               | Jean Breuer        | E 4ª             | 111              | Adolphe Deledda     | E 15ª            |
| 28       | Louis Deprez         | 30º      | 68               | Marcel De Mulder   | 21º              | 112              | Edouard Fachleitner | R 17ª            |
| 29       | Maurice Diot         | E 10ª    | 69               | Marcel Dupont      | 5º               | 113              | Paul Giguet         | 47º              |
| 30       | Bernard Gauthier     | E 10ª    | 70               | Jacques Geus       | 27º              | 114              | Nello Lauredi       | 18º              |
| 31       | Raphaël Géminiani    | 25º      | 71               | Marcel Hendricks   | 43º              | 115              | Georges Martin      | 35º              |
| 32       | Guy Lapébie          | R 10ª    | 72               | Jozef Verhaert     | R 16ª            | 116              | Pierre Molinéris    | E 5ª             |
| 33       | Apo Lazaridès        | 9º       | Île-de-France    | Île-de-France      | Île-de-France    | 117              | Paul Néri           | E 2ª             |
| 34       | Lucien Lazaridès     | 32º      | 73               | André Brulé        | 23º              | 118              | Jean Rey            | E 10ª            |
| 35       | Lucien Teisseire     | 14º      | 74               | Louis Caput        | R 12ª            | 119              | Raoul Rémy          | R 4ª             |
| 36       | René Vietto          | 28º      | 75               | Robert Dorgebray   | R 2ª             | 120              | Antonin Rolland     | 45º              |
| Svizzera | Svizzera             | Svizzera | 76               | Dominique Forlini  | R 5ª             |                  |                     |                  |
| 37       | Georges Aeschlimann  | 19º      | 77               | Georges Guillier   | E 4ª             |                  |                     |                  |
| 38       | Roger Aeschlimann    | E 10ª    | 78               | Émile Idée         | R 16ª            |                  |                     |                  |
| 39       | Hans Hutmacher       | R 6ª     | 79               | Raymond Lucas      | E 10ª            |                  |                     |                  |
| 40       | Ferdi Kübler         | R 18ª    | 80               | Jacques Marinelli  | 3º               |                  |                     |                  |
| 41       | Ernst Stettler       | R 6ª     | 81               | Edouard Muller     | 44º              |                  |                     |                  |
| 42       | Gottfried Weilenmann | 40º      | 82               | Attilio Redolfi    | R 5ª             |                  |                     |                  |
|          |                      |          | 83               | Pierre Tacca       | 20º              |                  |                     |                  |
|          |                      |          | 84               | Louis Thiétard     | R 4ª             |                  |                     |                  |